# Luena (Fluss, Sambia)
Luena, auch Lwena, ist ein Fluss in der Westprovinz von Sambia.

## Verlauf
Die Luena entspringt an der Westgrenze des Kafue-Nationalparks, etwa 60 km östlich von Kaoma im Distrikt Nkeyema. Sie fließt in einem weiten nördlichen Bogen 350 Kilometer nach Westen. Der Fluss hat keine klassische Mündung, sondern verteilt sich weit über die Luena-Auen und mündet über einen etwa 50 km langen und knapp 10 km breiten Sumpf in den Sambesi. Sein wichtigster Nebenfluss ist der Luampa.

## Geografie
Die Uferregionen des Flusses in seinem Ober- und Mittellauf sind vergleichsweise dicht besiedelt und fast durchgehend mit Feldern umgeben. Nur wenig nördlich, fast parallel zum mäandernden Flusslauf führt die Straße von Lusaka nach Mongu, was Versorgung und Marktzugang dieses Gebietes sichert.